# Taraise (patrice)
Taraise est un aristocrate byzantin, fils de l'empereur Léonce.
Il est patrice en 727.

## Famille
Il est le fils de l'empereur Léonce. On lui connaît une fille, qui est la mère du patriarche Taraise.

## Biographie
Né en 695, la même année que son père prend le pouvoir, il n'est encore qu'un enfants en bas âge à la mort de son père en 698. En 727, il est nommé patrice, titre qui conserve encore vers 765, à son décès.